# La vereda del destino
La vereda del destino es el primer libro del uruguayo Horacio López Usera. Fue publicado por editorial Aguilar en 2006.

## Reseña
«La vereda del destino», publicado en 2006, ganó el Premio Bartolomé Hidalgo en el rubro revelación otorgado por la Cámara Uruguaya del Libro, siendo una de las mayores sorpresas en la feria del libro de Uruguay 2007. Horacio López narra sus experiencias desde una perspectiva naturalmente muy personal, observando, con rigor y acento crítico, el tiempo histórico que vivió durante su infancia y adolescencia.
En 2007, el libro estuvo en la lista de superventas. En 2009, la editorial Santillana publicó una edición de bolsillo de este libro. En 2017 los derechos de la obra retornan al autor.